# 東京都立葛飾ろう学校
東京都立葛飾ろう学校（とうきょうとりつ かつしかろうがっこう）は、東京都葛飾区西亀有に所在する特別支援学校で、主に聴覚に障害のある児童・生徒を対象としている。幼稚部、小学部、中学部、高等部を設置しており、高等部専攻科には、全国のろう学校で唯一、調理師免許の取得が可能なコースが併設されている。

## 沿革
1990年代後半、東京都内のろう学校では在籍者数の減少や校舎の老朽化といった課題が深刻化していた。これを受けて東京都教育委員会は、1997年（平成9年）2月より「都立ろう学校再編整備」の検討を開始した。
2001年（平成13年）10月には、「東京都聴覚障害教育推進構想」に基づき、東京都立足立ろう学校および東京都立綾瀬ろう学校を統合して新たに設置される「東部地区ろう学校（仮称）」に関する教育課程（例）が示された。この教育課程は、当時綾瀬ろう学校校長であった林茂和の主導により作成され、職業教育の内容も含まれていた。
同年11月には林が「東部地区ろう学校（仮称）開設準備担当校長」を兼務し、仮設校舎の建設が綾瀬ろう学校の校庭で開始された。準備段階では、足立ろう学校で導入されていた「手話を活用した教育方法」が継承されるか懸念される声もあったが、実際にはその教育方針は新校にも引き継がれた。
2001年（平成13年）12月26日、都立学校設置条例の一部改正により、「東部地区ろう学校（仮称）」は正式に「東京都立葛飾ろう学校」と命名され、2002年（平成14年）4月1日に開校した。
校名については、開設準備室が第一候補として「文泉ろう学校」を提案していたが、東京都教育委員会の校名選定委員会で採用されなかった。「文泉」の名称は、現在は土曜日に行われる放課後子供教室「文泉こどもクラブ」に活用されている。
開校当初は仮設校舎での教育活動が行われ、体育館もなかったため、体育の授業はスクールバスで東京武道館に移動して実施された。2004年（平成16年）12月13日に新校舎が竣工し、赤外線補聴システムや視覚的な校内放送設備を備える最新の教育環境が整った。
2005年（平成17年）1月28日には、厚生労働大臣より高等部専攻科生産システム類型食物系が調理師養成施設（修業年限2年、入学定員8名）としての指定を受け、同年4月より調理師養成課程が開始された。この課程は全国のろう学校でも唯一の調理師養成課程であり、他県からも多くの入学希望者があった。このため、入学には「都民要件」の確認が行われ、教育庁の「就学相談室」が応募資格審査を担当した。

## 教育
本校の通学区域は東京都全域であり、都内各地から児童・生徒を受け入れている。設置学部は幼稚部（3歳〜5歳）、小学部、中学部、高等部である。
0歳から5歳児を対象とした乳幼児教育相談を実施しているほか、地域の小・中学校に在籍する児童・生徒に対しては、通級による指導も行っている。
高等部には普通科と専攻科が設置されている。普通科では2年次より「機械系」「デザイン系」「商業・情報系」「家政系」の4系統に分かれ、専門的な学習を行う。また、知的障害者福祉手帳を所持する生徒を対象に、「就労自立支援コース」および「社会自立支援コース」も設けられている。
専攻科は19歳および20歳の生徒を対象としており、「機械系」「デザイン系」「商業・情報系」「アパレル系」「食物系」の5系統から構成される。食物系には、調理師養成施設が設置されている。

## 幼児・児童・生徒数
令和7年度（2025年度）
- 幼稚部：10名
- 小学部：58名
- 中学部：38名
- 高等部普通科：33名
- 高等部専攻科：16名
- 計：155名

## 部活動
中学部
- バレー部
- 卓球部
- チャレンジ部
- 野球部

高等部
- バレー部
- 卓球部
- 陸上部
- 調理部
- 美術部
- 野球部[5]

## 歴代校長
| 代    | 氏名        | 就任年 |
| ----- | ----------- | ------ |
| 初代  | 林 茂和     | 2002年 |
| 第2代 | 千田 惠司   | 2007年 |
| 第3代 | 根本 友己   | 2010年 |
| 第4代 | 和田 喜久男 | 2012年 |
| 第5代 | 久保井 礼   | 2015年 |
| 第6代 | 小林 俊也   | 2021年 |
| 第7代 | 姫野 滋子   | 2023年 |

## 所在地
〒124-0002 東京都葛飾区西亀有2-58-1

## アクセス
- JR常磐線・東京メトロ千代田線「綾瀬駅（東口）」より徒歩7分